# Chemazé
Chemazé – miejscowość i gmina we Francji, w regionie Kraj Loary, w departamencie Mayenne.
Według danych na rok 2010 gminę zamieszkiwało 1360 osób, a gęstość zaludnienia wynosiła 34 osoby/km².